# Kajakarstwo na Letnich Igrzyskach Olimpijskich 2020 – K-1 200 m kobiet
K-1 200 metrów kobiet to jedna z konkurencji w kajakarstwie klasycznym rozgrywanych podczas Letnich Igrzysk Olimpijskich 2020. Kajakarki rywalizowały między 2 a 3 sierpnia na torze Sea Forest Waterway.

## Terminarz
Wszystkie godziny są podane w czasie tokijskimm (UTC+09:00).
| Data            | Godzina |              |
| --------------- | ------- | ------------ |
| 2 sierpnia 2021 | 09:30   | Eliminacje   |
| 2 sierpnia 2021 | 12:50   | Ćwierćfinały |
| 3 sierpnia 2021 | 09:30   | Półfinały    |
| 3 sierpnia 2021 | 11:30   | Finały       |

## Wyniki

### Eliminacje
Dwie najlepsze zawodniczki z każdego biegu awansowały do półfinałów, pozostałe do ćwierćfinału.
Bieg 1
| Pozycja | Tor | Zawodniczka             | Kraj        | Czas   | Uwagi |
| ------- | --- | ----------------------- | ----------- | ------ | ----- |
| 1.      | 5   | Emma Jørgensen          | Dania       | 41,572 | SF    |
| 2.      | 4   | Francesca Genzo         | Włochy      | 42,198 | SF    |
| 3.      | 2   | Anamaria Govorčinović   | Chorwacja   | 42,901 |       |
| 4.      | 4   | Marija Kiczasowa-Skoryk | Ukraina     | 44,564 |       |
| 5.      | 1   | Khaoula Sassi           | Tunezja     | 45,101 |       |
| 6.      | 7   | Jade Tierney            | Wyspy Cooka | 48,271 |       |
| 7.      | 6   | Amira Kheris            | Algieria    | 48,306 |       |

Bieg 2
| Pozycja | Tor | Zawodniczka         | Kraj       | Czas   | Uwagi |
| ------- | --- | ------------------- | ---------- | ------ | ----- |
| 1.      | 3   | Dóra Lucz           | Węgry      | 41,098 | SF    |
| 2.      | 5   | Marta Walczykiewicz | Polska     | 41,100 | SF    |
| 3.      | 4   | Linnea Stensils     | Szwecja    | 41,109 |       |
| 4.      | 7   | Ma Qing             | Chiny      | 42,706 |       |
| 5.      | 1   | Joana Vasconcelos   | Portugalia | 43,059 |       |
| 6.      | 6   | Léa Jamelot         | Francja    | 43,589 |       |
| 7.      | 2   | Samaa Ahmed         | Egipt      | 47,272 |       |

Bieg 3
| Pozycja | Tor | Zawodniczka          | Kraj            | Czas   | Uwagi |
| ------- | --- | -------------------- | --------------- | ------ | ----- |
| 1.      | 5   | María Teresa Portela | Hiszpania       | 40,812 | SF    |
| 2.      | 3   | Anna Kárász          | Węgry           | 41,127 | SF    |
| 3.      | 4   | Deborah Kerr         | Wielka Brytania | 41,168 |       |
| 4.      | 7   | Helena Wiśniewska    | Polska          | 41,407 |       |
| 5.      | 1   | Andréanne Langlois   | Kanada          | 41,525 |       |
| 6.      | 6   | Brenda Rojas         | Argentyna       | 43,802 |       |
| 7.      | 2   | Anne Cairns          | Samoa           | 46,795 |       |

Bieg 4
| Pozycja | Tor | Zawodniczka        | Kraj                        | Czas   | Uwagi |
| ------- | --- | ------------------ | --------------------------- | ------ | ----- |
| 1.      | 3   | Yin Mengdie        | Chiny                       | 41,688 | SF    |
| 2.      | 5   | Teresa Portela     | Portugalia                  | 42,050 | SF    |
| 3.      | 6   | Vanina Paoletti    | Francja                     | 42,334 |       |
| 4.      | 4   | Natalja Podolskaja | Rosyjski Komitet Olimpijski | 42,845 |       |
| 5.      | 7   | Julija Jurijczuk   | Ukraina                     | 43,760 |       |
| 6.      | 1   | Sara Milthers      | Dania                       | 43,863 |       |
| 7.      | 2   | Yuka Ono           | Japonia                     | 45,251 |       |

Bieg 5
| Pozycja | Tor | Zawodniczka              | Kraj                        | Czas   | Uwagi |
| ------- | --- | ------------------------ | --------------------------- | ------ | ----- |
| 1.      | 5   | Lisa Carrington          | Nowa Zelandia               | 40,715 | SF    |
| 2.      | 2   | Swietłana Czernigowskaja | Rosyjski Komitet Olimpijski | 41,540 | SF    |
| 3.      | 4   | Milica Novaković         | Serbia                      | 41,579 |       |
| 4.      | 3   | Emily Lewis              | Wielka Brytania             | 42,038 |       |
| 5.      | 6   | Michelle Russell         | Kanada                      | 42,236 |       |
| 6.      | 1   | Natalya Sergeyeva        | Kazachstan                  | 46,657 |       |

## Ćwierćfinały
Dwie pierwsze zawodniczki awansowały do półfinałów, pozostałe odpadały z rywalizacji.
Bieg 1
| Pozycja | Tor | Zawodniczka             | Kraj        | Czas   | Uwagi |
| ------- | --- | ----------------------- | ----------- | ------ | ----- |
| 1.      | 2   | Andréanne Langlois      | Kanada      | 41,728 | SF    |
| 2.      | 4   | Ma Qing                 | Chiny       | 42,321 | SF    |
| 3.      | 5   | Anamaria Govorčinović   | Chorwacja   | 43,307 |       |
| 4.      | 6   | Joana Vasconcelos       | Portugalia  | 43,379 |       |
| 5.      | 1   | Sara Milthers           | Dania       | 43,675 |       |
| 6.      | 3   | Marija Kiczasowa-Skoryk | Ukraina     | 44,247 |       |
| 7.      | 8   | Samaa Ahmed             | Egipt       | 47,882 |       |
| 8.      | 7   | Jade Tierney            | Wyspy Cooka | 49,290 |       |

Bieg 2
| Pozycja | Tor | Zawodniczka       | Kraj       | Czas   | Uwagi |
| ------- | --- | ----------------- | ---------- | ------ | ----- |
| 1.      | 5   | Linnea Stensils   | Szwecja    | 41,313 | SF    |
| 2.      | 4   | Milica Novaković  | Serbia     | 41,340 | SF    |
| 3.      | 3   | Helena Wiśniewska | Polska     | 41,559 |       |
| 4.      | 7   | Léa Jamelot       | Francja    | 43,338 |       |
| 5.      | 2   | Julija Jurijczuk  | Ukraina    | 43,871 |       |
| 6.      | 6   | Khaoula Sassi     | Tunezja    | 45,809 |       |
| 7.      | 1   | Natalya Sergeyeva | Kazachstan | 46,736 |       |
| 8.      | 8   | Anne Cairns       | Samoa      | 47,141 |       |

Bieg 3
| Pozycja | Tor | Zawodniczka        | Kraj                        | Czas   | Uwagi |
| ------- | --- | ------------------ | --------------------------- | ------ | ----- |
| 1.      | 5   | Deborah Kerr       | Wielka Brytania             | 42,742 | SF    |
| 2.      | 2   | Michelle Russell   | Kanada                      | 42,940 | SF    |
| 3.      | 3   | Emily Lewis        | Wielka Brytania             | 42,945 |       |
| 4.      | 4   | Vanina Paoletti    | Francja                     | 43,163 |       |
| 5.      | 6   | Natalja Podolskaja | Rosyjski Komitet Olimpijski | 43,212 |       |
| 6.      | 7   | Brenda Rojas       | Argentyna                   | 44,876 |       |
| 7.      | 8   | Yuka Ono           | Japonia                     | 45,610 |       |
| 8.      | 1   | Amira Kheris       | Algieria                    | 49,412 |       |

## Półfinały
Cztery najszybsze kajakarki z każdego półfinału awansowało do finału A. Pozostałe awansowały do finału B.
Półfinał 1
| Pozycja | Tor | Zawodniczka          | Kraj          | Czas   | Uwagi |
| ------- | --- | -------------------- | ------------- | ------ | ----- |
| 1.      | 3   | Lisa Carrington      | Nowa Zelandia | 38,127 | FA    |
| 2.      | 5   | Emma Jørgensen       | Dania         | 38,457 | FA    |
| 3.      | 6   | Marta Walczykiewicz  | Polska        | 38,563 | FA    |
| 4.      | 4   | María Teresa Portela | Hiszpania     | 38,858 | FA    |
| 4.      | 7   | Linnea Stensils      | Szwecja       | 38,858 | FA    |
| 6.      | 2   | Teresa Portela       | Portugalia    | 39,301 | FB    |
| 7.      | 8   | Michelle Russell     | Kanada        | 40,224 | FB    |
| 8.      | 1   | Ma Qing              | Chiny         | 40,837 | FB    |

Półfinał 2
| Pozycja | Tor | Zawodniczka              | Kraj                        | Czas   | Uwagi |
| ------- | --- | ------------------------ | --------------------------- | ------ | ----- |
| 1.      | 4   | Dóra Lucz                | Węgry                       | 39,713 | FA    |
| 2.      | 1   | Deborah Kerr             | Wielka Brytania             | 39,751 | FA    |
| 3.      | 7   | Andréanne Langlois       | Kanada                      | 39,952 | FA    |
| 4.      | 3   | Francesca Genzo          | Włochy                      | 40,000 | FA    |
| 5.      | 5   | Yin Mengdie              | Chiny                       | 40,069 | FB    |
| 6.      | 8   | Milica Novaković         | Serbia                      | 40,257 | FB    |
| 7.      | 2   | Swietłana Czernigowskaja | Rosyjski Komitet Olimpijski | 40,433 | FB    |
| 8.      | 6   | Anna Kárász              | Węgry                       | 40,724 | FB    |

## Finały

### Finał B
| Pozycja | Tor | Zawodniczka              | Kraj                        | Czas   | Uwagi |
| ------- | --- | ------------------------ | --------------------------- | ------ | ----- |
| 10.     | 5   | Teresa Portela           | Portugalia                  | 39,562 |       |
| 11.     | 2   | Swietłana Czernigowskaja | Rosyjski Komitet Olimpijski | 39,977 |       |
| 12.     | 4   | Yin Mengdie              | Chiny                       | 40,365 |       |
| 13.     | 3   | Michelle Russell         | Kanada                      | 40,527 |       |
| 13.     | 6   | Milica Novaković         | Serbia                      | 40,527 |       |
| 15.     | 7   | Ma Qing                  | Chiny                       | 40,652 |       |
| 16.     | 8   | Anna Kárász              | Węgry                       | 41,242 |       |

### Finał A
| Pozycja | Tor | Zawodniczka          | Kraj            | Czas   | Uwagi |
| ------- | --- | -------------------- | --------------- | ------ | ----- |
| złoto   | 5   | Lisa Carrington      | Nowa Zelandia   | 38,120 |       |
| srebro  | 9   | María Teresa Portela | Hiszpania       | 38,883 |       |
| brąz    | 3   | Emma Jørgensen       | Dania           | 38,901 |       |
| 4.      | 7   | Marta Walczykiewicz  | Polska          | 39,170 |       |
| 5.      | 1   | Linnea Stensils      | Szwecja         | 39,287 |       |
| 6.      | 4   | Dóra Lucz            | Węgry           | 39,442 |       |
| 7.      | 8   | Francesca Genzo      | Włochy          | 40,184 |       |
| 8.      | 6   | Deborah Kerr         | Wielka Brytania | 40,409 |       |
| 9.      | 2   | Andréanne Langlois   | Kanada          | 40,473 |       |